# Testudo kleinmanni
Pour les articles homonymes, voir Kleinmann.
Espèce
Synonymes
- Testudo leithii Günther, 1869
- Testudo werneri Perälä, 2001

Statut de conservation UICN

 CR A2abcd+3d : 
En danger critique
Statut CITES
Testudo kleinmanni est une espèce de tortues de la famille des Testudinidae. En français elle est appelée Tortue d'Égypte ou Tortue de Kleinmann.

## Répartition
Cette espèce se rencontre en Libye, en Égypte et en Israël.

## Taxinomie

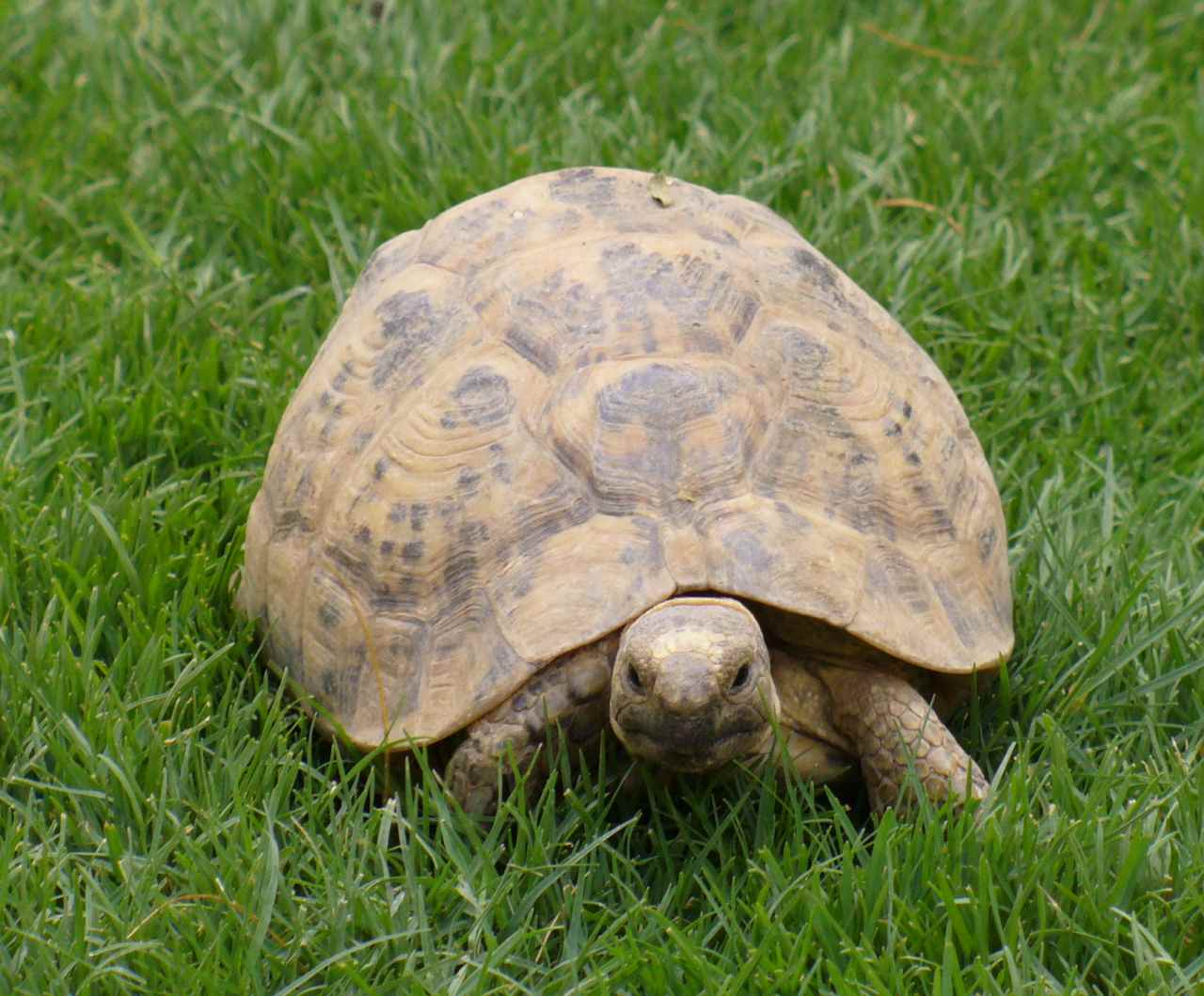
Testudo kleinmanni

Perälä a considéré que la population qu'on trouve en Israël est une espèce distincte, il l'a décrite sous le nom de Testudo werneri. Toutefois des études génétiques récentes montrent que ce n'est pas le cas et confirment le fait que T. werneri est un synonyme de T. kleinmanii,.

## Statut écologique
L'espèce est en danger critique de disparition et figure sur la liste des espèces protégées par la CITES. Depuis quelques décennies, un trafic illégal florissant a envoyé la plupart des spécimens en Europe, aux États-Unis et au Japon et, depuis peu, risque de mettre en danger l'espèce en Libye.

## Étymologie
Le nom de cette espèce, kleinmanni, est dédié à Édouard Kleinmann (1832-1901), la personne qui a collecté les spécimens ayant servi à décrire l'espèce.

## Publication originale
- Lortet, 1883. Études zoologiques sur la faune du lac de Tibériade. Archives du Muséum d'Histoire Naturelle, Lyon, vol. 3, p. 99-189 (texte intégral).